# Sandsund
Sandsund est une localité du comté de Nordland, en Norvège.

## Géographie
Administrativement, Sandsund fait partie de la kommune de Vestvågøy.